# 크로스로드 (애니메이션)
《크로스로드》(일본어: クロスロード 구로스로도[*])는 일본의 통신교육회사 Z회의 CM으로 만들어진 신카이 마코토 감독의 단편 애니메이션이다.
2014년 봄에 Z회 수험생 응원 CM으로 발표 및 방영되었다. 풀 버전은 120초로 유튜브에서 공개되었다. 또한 그 영상을 짧게 편집한 것이 텔레비전 CM으로 방영되었다.

## 스토리
서로 아무것도 모르는 2명의 소년 소녀의 인생이 Z회의 통신교육으로 모르는 사이에 교차해 간다.

## 등장인물
미호(海帆)
성우 - 사쿠라 아야네
외딴 섬에 사는 여고생.
쇼타(翔太)
성우 - 오노 켄쇼
도쿄에 사는 남고생.
Z회 선생님
성우 - 타나카 마사히코

## 스태프
- 감독·각본·그림 콘티·연출·편집 - 신카이 마코토
- 캐릭터 디자인·작화 감독 - 타나카 마사요시(田中将賀)
- 미술 감독 - 와타나베 타스쿠(渡邉丞)
- 음향 감독 - 야마다 하루(山田陽)
- 제작 프로듀서 - 이토 코이치로(伊藤耕一郎)
- 애니메이션 제작 협력 - 앤서 스튜디오
- 애니메이션 제작 - 코믹스 웨이브 필름
- 제작 - 주식회사 Z회

## 주제가
크로스로드
작사: 신카이 마코토, AKI Oxford / 작곡: 아일랜드 민요(런던데리 아리아) / 편곡: 타다 아키후미 / 가수: 야나기나기
야나기나기의 싱글 '토코하나', 앨범 '폴리오미노'에 수록.

## 소설화
소설화 작품 《크로스로드 in their cases》(작가: 키리야마 나루토 / 원작: 신카이 마코토)가 KADOKAWA에서 2014년 9월 29일에 발매되었다. 대한민국에서 한국어판은 대원씨아이에서 발매되었다.

## 사건사고

### 정의당의 표절
2018년 8월 27일에 유튜브에 공개된 대한민국의 진보계 정당인 정의당의 홍보 애니메이션 동영상이 '크로스로드'의 여러 장면과 닮았기 때문에 이 홍보 동영상이 크로스로드의 각 장면을 거의 베껴 트레이싱되어 제작된 의혹이 한국 국내에서도 일어났다. 이 소동으로 인해 홍보 동영상은 같은 달 29일에 삭제되고, 같은 달 30일에 정의당이 보도 발표에서 트레이싱해서 도용한 것을 인정해, 지적 재산을 침해함으로서 신카이 마코토와 팬에게 폐를 끼쳤다고 공식적으로 사과했다.